# Benigno Ledo
Benigno Ledo González conocido como O cura das abellas (en gallego) (El cura de las abejas), nació en Chanca (Adá, Chantada) el 20 de julio de 1867 y murió en la casa rectoral de Argozón según unas fuentes y en el lugar de Chanca según otras el 14 de diciembre de 1950, fue un sacerdote y apicultor gallego introdutor de un modelo de colmena de cuadro móvil horizontal.

## Trayectoria
Fue cura párroco de Argozón (Chantada) y propagandista de la apicultura. Colaboró en El Lucense, La Voz de la Verdad, El Norte de Galicia, El Ideal Gallego y El Cultivador Moderno. Una de sus aportaciones más sobresalientes fue la introducción, en 1880, del modelo de colmena conocido como Colmena Layens desde Francia. Este modelo fue creado en 1874 por Georges de Layens, modificando una colmena de cuadro móvil. Benigno Ledo la introdujo en su lugar natal, La Chanca, convirtiéndose en el primer apicultor español en introducir este modelo en España.
Benigno Ledo fue el creador de un nuevo modelo de colmena denominada "Ledoargozón" o "Ledo-Argozón", premiada en el Concurso Nacional de Ganados, Maquinaria Agrícola e Industrias Derivadas en el año 1917 y que estaba basada en la colmena Voirnot. También simplificó los procesos de extracción de la miel de las colmenas modernas. Fue nombrado profesor de apicultura de la Diputación de Lugo el 10 de diciembre de 1927, cargo que ocupó hasta su jubilación en 1948.  La propia diputación sufragaba sus gastos para la realización de clases prácticas de apicultura por varios pueblos de la provincia, eventos que tenían una gran afluencia de interesados. Dirigió el aula de apicultura que estuvo situada, en vida de Benigno Ledo, en los jardines de la calle San Marcos en Lugo, al lado del palacio provincial. También instaló colmenas modelo en los jardines del Seminario diocesano de Lugo, donde también ejercía labores docentes en esta área.

## Obras
- Cursillo práctico de apicultura adaptado á la región gallega: para uso de los alumnos que se dedican a esta materia y al alcance de toda clase de personas. Lugo: Imprenta provincial, 1929.[16][17] Con una segunda edición corregida bajo el mismo título en 1938.[18]
- Curso práctico de apicultura. Tercera edición de la misma obra, aumentada y corregida. Lugo: Diputación provincial, 1946.[19][13] Edición facsímil publicada por Ediciós do Castro en 1978[20] y 1982.[13][21]

## Premios y reconocimientos
- Se le concedió la Cruz de Beneficencia de Primera Clase por los servicios prestados durante la epidemia de gripe.[5][2]
- Por su faceta divulgadora estaba en posesión de la Encomienda del Mérito Agrícola.[5]
- Su sobrino y continuador de su labor, Jaime Fernández Ledo, le erigió una estatua en su lugar natal.[13]
- Una calle de Lugo, situada en el recinto del Campus de la Universidad de Santiago de Compostela, al lado de la Escuela Politécnica Superior de Lugo, lleva su nombre.